# قائمة ولاة البصرة

## ولاة البصرة في الخلافة الراشدة
- في عهد الخليفة عمر بن الخطاب:
- 15هـ/636م أول ولاة البصرة هو عتبة بن غزوان المازني ولقد أستمرت ولايته ستة أشهر.
- 15هـ/636م المغيرة بن شعبة الثقفي وطالت أمارته سنتين وعزل بعدها.
- 17هـ/639م أبو موسى الأشعري
- في عهد الخليفة عثمان بن عفان:
- 28هـ/650م عبد الله بن عامر بن كريز العبشمي القرشي
- في عهد الخليفة علي بن أبي طالب:
- 36هـ/656م عثمان بن حنيف الأنصاري حتى مجيئ طلحة والزبير وأم المؤمنين عائشة إلى البصرة. فدارت بينهم معركة صغيرة عند مسجد البصرة انتهت بان سرحوا عثمان لعلي بن ابي طالب.
- 36هـ/656م عبد الله بن عباس الهاشمي القرشي.
- 40هـ/660م حمران بن أبان. وبعد الصلح بين الحسن بن علي ومعاوية ثار حمران بن أبان واستولى على البصرة. فأرسل له معاوية بسر بن أبي أرطأة فانتزعها منه، وتولى أمر البصرة.[1][2]

## ولاة البصرة في العصر الأموي
في عهد معاوية
- 41هـ/661م استمر بسر بن أبي أرطأة حتى نهاية السنة.
- 41هـ/662م تولى عتبة بن أبي سفيان .
- 43هـ/663م أعيد تولية عبد الله بن عامر.
- 44هـ/664م الحارث بن عبد الله الأزدي. فكثر الفساد فيها والتمرد، فلم يمض فيها سوى 4 أشهر.
- 45هـ/665م زياد بن أبيه نصبه معاوية واليا على البصرة حتى وفاته.
- 53هـ/673م سمرة بن جندب
- 54هـ/674م عبد الله بن عمرو بن غيلان فكثر فيها الفساد.
- 55هـ/675م عبيدالله بن زياد وهو الذي قتل الحسين.

## ولاة البصرة في العصر الزبيري
- 684م الحارث بن عبد الله بن أبي ربيعة، استمر عليها سنة.[3]
- 685م عمر بن عبيد الله بن معمر.
- 686م مصعب بن الزبير. أرسله أخوه عبد الله بن الزبير ليتربص بالمختار الثقفي الذي أعلن الثورة على قتلة الإمام الحسين.

## ولاة البصرة في العصر الأموي مجددا
- 691م الحجاج بن يوسف الثقفي قام عبد الملك بن مروان بإعطاء العراق لأقوى قادته في البلاط فكان من نصيب الحجاج، الذي استطاع بحنكته وقوة شخصيته أن يسيطر على بلاد العراق ,توفي قبل وفاة الوليد بن عبد الملك من مرض أصابه، يقال الآن أنه كان سرطان في المعدة، وخلال فترة حياته استطاع أن يقضي على تمرد ابن الأشعث 699-702م.

من ثم ناصر البصريون ثورة يزيد أبن المهلب ضد يزيد الثاني خلال 720 م بعدها ناصرت البصرة قيام الدولة العباسية خلال ال 740 م متمثلة بالسفاح